# 瀬戸内町立伊子茂中学校
瀬戸内町立伊子茂中学校（せとうちちょうりつ いこもちゅうがっこう）は、鹿児島県大島郡瀬戸内町にある町立中学校。
2013年に休校となったが、2018年4月より再開した。
瀬戸内町立伊子茂小学校を併設している。

## 卒業後の進路
町内の鹿児島県立古仁屋高等学校や奄美大島の高校などに進学する。